# Olivet bleu
De Olivet bleu is een Franse kaas uit Olivet, aan de oever van de rivier de Loire.
Tijdens het rijpingsproces vormt zich een natuurlijke witte korst met een blauwachtige schijn, vandaar de naam. De kaas heeft een zachtere smaak dan de Camembert, smaakt naar paddenstoelen en heeft een licht zoute nasmaak.
De kaas wordt verkocht gewikkeld in papier met paraffine of gewikkeld in platanenbladeren.
Er bestaan nog twee afwijkende soorten Olivet bleu:
- Olivet au foin
Deze kaas rijpt niet onder platanenbladeren maar onder hooi.
- Olivet au poivre
Deze kaas wordt in grof gemalen peper gewenteld.
- Olivet à la Sauge
De kaas wordt in salie gewenteld.